# Antoni Mikołaj Krząnowski
Antoni Mikołaj Krząnowski, inne formy nazwiska: Chrzanowski, Chrząnowski, Krzonowski, Krzanowski (ur. 1702 w Krakowie, zm. 1798 w Krakowie) – polski filozof, astrolog. Profesor i rektor Akademii Krakowskiej.

## Życiorys
Urodził się w rodzinie mieszczańskiej. W młodości wstąpił do stanu duchownego. Pracował jako ksiądz w bazylice św. Floriana w Krakowie. Jako ostatni zajmował stanowisko prepozyta kapituły świętofloriańskiej od 1758.
Ukończył studia w Akademii Krakowskiej, następnie wykładał tam: matematykę, poezję, dialektykę, astrologię, filozofię i teologię. Reprezentował uczelnię na sejmie konwokacyjnym oraz uczestniczył w koronacji Stanisława Augusta Poniatowskiego na króla Polski (1764). Pełnił urząd prokuratora przy procesie kanonizacyjnym Jana z Kęt (kanonizacja miała miejsce w Rzymie 16 lipca 1767 roku). W latach 1774–1775 pełnił funkcję rektora Akademii.
Zasłużony obywatel Krakowa. Zmarł w sędziwym wieku 96 lat.